# 12594 Sidorclare
A 12594 Sidorclare (ideiglenes jelöléssel (12594) 1999 RU145) a Naprendszer kisbolygóövében található aszteroida. A LINEAR projekt keretében fedezték fel 1999. szeptember 9-én.

## Kapcsolódó szócikk
- Kisbolygók listája (12501–13000)